# Ceradocus (Denticeradocus) crenatipalma
Ceradocus (Denticeradocus) crenatipalma is een vlokreeftensoort uit de familie van de Maeridae. De wetenschappelijke naam van de soort is voor het eerst geldig gepubliceerd in 1979 door Ledoyer.